# Chebsaurus algeriensis
Il chebsauro (Chebsaurus algeriensis) è un dinosauro erbivoro appartenente ai sauropodi. Visse nel Giurassico medio (circa 170 milioni di anni fa) e i suoi resti fossili sono stati ritrovati in Algeria.

## Descrizione
Questo dinosauro è noto grazie ai resti di un esemplare giovane (il nome Chebsaurus deriva da una parola colloquiale in lingua araba che significa "ragazzino"), lungo circa nove metri. Si stima che gli esemplari adulti potessero raggiungere i 12/15 metri di lunghezza, ovvero le tipiche dimensioni dei sauropodi primitivi. I resti di Chebsaurus includono parte della scatola cranica, una mandibola, numerose vertebre, una scapola e gran parte di una zampa anteriore, un bacino quasi completo e gran parte di una zampa posteriore. In generale, Chebsaurus doveva avere l'aspetto tipico dei sauropodi primitivi: collo e coda moderatamente allungati, testa alta e corta, corpo piuttosto massiccio ma non ancora mastodontico.

## Classificazione
Chebsaurus è un raro esempio di sauropode africano del Giurassico medio; descritto per la prima volta nel 2005, questo dinosauro è considerato più evoluto rispetto a sauropodi primitivi come i vulcanodontidi, e le reminiscenze degli antenati simili a prosauropodi (come Melanorosaurus) erano già scomparse. È probabile che Chebsaurus fosse un rappresentante primitivo degli eusauropodi, che comprendono quasi tutti i sauropodi noti; forse le sue parentele vanno ricercate vicino a dinosauri come Cetiosaurus, Shunosaurus o Barapasaurus.